# 5457 Queen's
5457 Queen's (1980 TW5) là một tiểu hành tinh vành đai chính được phát hiện ngày 9 tháng 10 năm 1980 bởi C. S. Shoemaker ở Palomar.

## More information
- http://hamilton.dm.unipi.it/cgi-bin/astdys/astibo?objects:Queen's;main